# Mantillica beieri
Mantillica beieri es una especie de mantis de la familia Thespidae.

## Distribución geográfica
Se encuentra en Argentina.